# サボテンとバントライン
『サボテンとバントライン』は、筋肉少女帯の3枚目のシングルである。1990年9月5日にトイズファクトリーより発売された。

## 概要
タイトル曲の「サボテンとバントライン」は、筋肉少女帯出演の久光製薬「ビンダスローション」のCMソングとして使われた。曲作りに際して、各メンバーがデモテープを作ってきたのだが、あまり楽器が弾けず楽譜を書くこともできないボーカルの大槻ケンヂは、やむなく現場で「頭にボーンときて、ここでドガーっと広がって、最後はもう大団円!」「ここで馬が大草原をバーっと走るんだ!」などと言葉で内容を説明し、結局それがディレクターから採用された、という逸話がある。

タイトルの「バントライン」は、西部開拓時代に作られたとされる回転式拳銃のことである（コルト・シングル・アクション・アーミー#バントライン・スペシャル）。
プロモーションビデオの監督は今関あきよし。
カップリングの「釈迦」はライブ・バージョンで、歌詞が正規のものと異なる部分がある。

## 収録曲
1. サボテンとバントライン
（作詞：大槻ケンヂ / 作曲：大槻ケンヂ, 筋肉少女帯 / 編曲：筋肉少女帯）
2. 釈迦 （ライブ・バージョン）
（作詞：大槻ケンヂ / 作曲：大槻ケンヂ, 内田雄一郎 / 編曲：筋肉少女帯）
1990年2月7日、日本武道館で収録
3. サボテンとバントライン（オリジナル・カラオケ）
（作曲：大槻ケンヂ, 筋肉少女帯 / 編曲：筋肉少女帯）